# 阮桥镇
阮桥镇，是中华人民共和国安徽省阜阳市太和县下辖的一个乡镇级行政单位。

## 行政区划
阮桥镇下辖以下地区：
阮桥村、洪港村、邓庙村、刘关村、栾楼村、汪腰村、双王村、青春村和斤沟村。